# Lý Khác (Ngô vương)
Lý Khác (chữ Hán: 李恪; 619 - 10 tháng 3, 653), thông gọi Ngô vương Khác (吴王恪), biểu tự Khư (厶), là một thân vương và tướng lĩnh thời nhà Đường. Ông là hoàng tử thứ ba của Đường Thái Tông Lý Thế Dân.
Trong các hoàng tử, ông được Đường Thái Tông xem là người con tài năng nhất và từng được Đường Thái Tông khen ngợi là giống mình nhất trong các vị Hoàng tử. Trong vụ án tạo phản của Kinh vương Lý Nguyên Cảnh (李元景) vào thời Đường Cao Tông Lý Trị, ông bị buộc tội thông đồng cấu kết, bị ban chết cùng với Kinh vương Nguyên Cảnh kèm cặp vợ chồng của Ba Lăng công chúa và Cao Dương công chúa.

## Tiểu sử
Ngô vương Lý Khác sinh năm 619 trong thời đại cai trị của ông nội ông là Đường Cao Tổ Lý Uyên. Mẹ ông là Dương phi, vốn là công chúa nhà Tùy, con gái của Tùy Dạng Đế Dương Quảng. Do cha ông lập nhiều công trạng nên chưa đầy năm, vào năm Vũ Đức thứ 3 (620), ông đã được ông nội Đường Cao Tổ phong làm Trường Sa quận vương (長沙郡王), đến năm thứ 9 (626) thì đổi phong Hán Trung quận vương (漢中郡王).
Năm Trinh Quán thứ 2 (628), ông được phong làm Thục vương (蜀王), lĩnh chức Đô đốc của 6 châu: Ích Châu, Giản Châu, Miên Châu, Gia Châu, Cung Châu, Long Châu, còn kiêm Ích Châu Thứ sử. Năm thứ 5 (631), đổi phong Đô đốc 4 châu: Tần Châu, Thành Châu, Vị Châu, Vũ Châu, kiêm Tần Châu Thứ sử. Năm thứ 7 (633), đổi phong Đô đốc 7 châu: Tề Châu, Truy Châu, Thanh Châu, Cử Châu, Lai Châu, Mật Châu kiêm Tề Châu Thứ sử.
Năm Trinh Quán thứ 10 (636), cải phong Ngô vương (吳王) và được quyền thế tập. Cùng năm, phong Đô đốc Đàm Châu, sau cải phong Đô đốc Yên Châu, chính thức trở thành phiên vương. Năm thứ 11 (637), đổi phong Đô đốc 5 châu: An Châu, Tùy Châu, Uẩn Châu, Miện Châu, Phúc Châu kiêm Yên Châu Thứ sử. Tháng 10 năm đó, ông bị quan Ngự sử tố cáo đi săn bắn gây nhũng nhiễu dân chúng và con trai nhũ mẫu cờ bạc, ông bị miễn chức Đô đốc và tước đi 600 hộ.
Năm Trinh Quán thứ 17 (643), Thái tử Lý Thừa Càn âm mưu tạo phản, Đường Thái Tông phế Thừa Càn làm thứ dân, ngôi vị Thái tử bị bỏ trống. Theo lệ nhà Đường, một trong hai người con trai còn lại của Hoàng hậu là Nguỵ vương Lý Thái và Tấn vương Lý Trị được ưu tiên chọn lựa kế vị. Đường Thái Tông ông cho rằng Lý Trị yếu đuối, thiếu quyết đoán, khó trị vì được, do vậy lúc đầu ông định lập Ngụ vương Lý Thái, nhưng lại thấy con người Lý Thái thiếu đức, nhiều triều thần trong đó Trưởng Tôn Vô Kỵ phản đối nên đã lập Tấn vương Lý Trị làm Thái tử. Được một thời gian, không hài lòng với Lý Trị, ông lại muốn truyền cho Ngô vương Lý Khác, việc này vấp phải sự can ngăn của Trưởng Tôn Vô Kỵ cùng hầu hết triều thần, những người cho rằng Lý Khác là cháu ngoại của Tùy Dạng Đế Dương Quảng, nếu lên ngôi họ lo sợ họ Dương sẽ trở lại nắm quyền. Năm Trinh Quán thứ 21 (649), Đường Thái Tông băng hà, Thái tử Lý Trị kế vị tức là Đường Cao Tông.
Năm Vĩnh Huy nguyên niên (650), Lý Khác được phong làm Tư không, một trong Tam Công và kiêm Đô đốc Lương Châu, rồi Đô đốc 5 châu: An Châu, Tùy Châu, Uẩn Châu, Miện Châu, Phúc Châu kiêm An Châu Thứ sử.
Năm Vĩnh Huy thứ 4 (653), xảy ra vụ án Hoàng thân Kinh vương Lý Nguyên Cảnh (李元景), Cao Dương công chúa và chồng là Phòng Di Ái mưu phản. Trưởng Tôn Vô Kỵ nhân cơ hội đã ép cung Phòng Di Ái tố cáo Lý Khác chủ mưu vụ mưu phản này. Lý Khác bị tước bỏ tước vị và bị xử tử, 4 người con trai của ông bị lưu đày đến Lĩnh Nam.
Năm Hiển Khánh thứ 5 (659), Trưởng Tôn Vô Kỵ bị giáng chức và lưu đày, Phế Ngô vương Lý Khác được truy phong Uất Lâm Quận vương (鬱林郡王), cháu nội của Hà Giang quận vương Lý Hiếu Cung là Lý Vinh được chọn thừa tập với tước vị Uất Lâm hầu.
Dưới triều Đường Trung Tông Lý Hiển, ông được phục hồi chức vụ Tư Không và cho chôn cất lại theo lễ nghi.
- Vương phi: Dương thị (杨氏), con gái Hữu vệ Phó suất, Thứ sử Từ Châu, Phần Châu là Dương Dự (杨誉).
- Con cháu: 
  - Trưởng tử, Lý Nhân (李仁; 646 - 707), tên thật Lý Thiên Lý (李千里), thừa tước Uất Lâm Quận vương → Thành Kỉ Quận vương → Thành vương (成王). Vợ là Mộ Dung Chân Như Hải (慕容真如海; 651 - 726), biểu tự Thục (淑), hậu nhân hoàng tộc Bắc Yên. 
    - Lý Hi (李禧), ban tước Thiên Thủy Quận vương (天水郡王), chức Thái phó Thiếu khanh.

  - Nhị tử, Lý Vĩ (李玮; 647 - 682), ban tước Lãng Lăng Quận vương (朗陵郡王). Vợ là Trường Lạc Phùng thị (长乐冯氏), hậu duệ của Đại tướng quân Cảnh quốc công Phùng Áng (馮盎).
    - Lý Tộ (李祚), thừa tước Lãng Lăng quận vương.
    - Lý Xuân (李袨), nguyên danh Lý Du (李褕), thừa tước Thục vương của Thục Điệu vương Lý Âm.

  - Tam tử, Lý Côn (李琨; ? - 702), phong Tư Vệ khanh, tước Trương Dịch Quận vương (张掖郡王) → Công bộ Thượng thư, tước Ngô vương (吴王). Triều Võ Tắc Thiên, giữ chức Đô đốc 6 châu: Truy Châu, Vệ Châu, Tống Châu, Trịnh Châu, Lương Châu, U Châu kiêm Thứ sử Lĩnh Nam.
    - Lý Y (李祎; ? - 743), thừa tước Giang vương (江王) → Tín An quận vương (信安郡王).
      - Lý Hoàn (李峘), phong Triệu quốc công (赵国公)
      - Lý Dịch (李峄).
      - Lý Hiện (李岘), phong Lương quốc công (梁国公), vợ Độc Cô thị (独孤氏).
      - Lý Nghiễn (李巘), thừa tước Ngô vương (吴王).
        - Con cháu đời thứ năm, Lý Trụ (李宙), thừa tước Ngô vương (吴王).

    - Lý Nhu (李襦), phong Tất quốc công (毕国公).
    - Lý Đoan (李褍).
    - Lý Chi (李祗), thừa tước Ngô vương.
      - Lý Hộ (李岵), có tội, không thừa tước.

    - Lý Khuê (李袿).

  - Tứ tử, Lý Anh (李璄), ban tước Quy Chính quận vương (归政郡王), chức Tông Chính khanh, sau giáng làm Nam Châu Tư mã.
    - Lý Sinh (李襘), ban tước Ngô quốc công (吴国公).

  - Tứ nữ, Lý thị (李氏; 648 - 716), do sự vụ của cha mà bị đày đến coi sóc Hiến lăng. Đến năm Vĩnh Xương (689), cải phong Tín An huyện chúa (信安县主), giá cấp hậu nhân của Ngụy Cảnh Mục Đế là Nguyên Tư Trung (元思忠).
    - Nguyên Thủ Nhất (元守一), làm quan tới Vĩnh Khang Lăng thừa.
    - Nguyên Quán (元瓘), làm quan tới Hà Nam Tân An Huyện úy.
    - Nguyên Côi (元瓌), làm quan tới Bân vương phủ Chúc quan, phu nhân là Tân Bình huyện chúa (新平县主).

  - Ngũ nữ, Lý Hoa (李华; 650 - 715), phong Tuyên Thành huyện chúa (宣城县主).